# 源雅具
源 雅具（みなもと の まさとも）は、鎌倉時代前期の公卿。村上源氏雅兼流、権中納言・源兼忠の子。官位は正二位・権中納言。大納言・源通具の子となる。

## 経歴
白河院、鳥羽院からの信頼が厚かった源雅兼の子孫である。雅兼、雅頼、兼忠、といずれも権中納言に至った。雅具も最終的には権中納言に至り家門を維持できたのであるが、父祖たちとは異なり、前半生はかなり不遇であった。
承元3年（1209年）1月13日、侍従に任ぜられる。この時、従五位上。建暦2年（1212年）11月11日、承明門院の御給により、正五位下に昇叙。承久2年（1220年）1月22日、左少将に任ぜられる。承久3年（1221年）1月13日、出雲介を兼ねる。同日、従四位下に昇叙。
同年閏10月、承久の乱により土佐国に配流となった土御門院に同行する。その後の動向は定かでないが、寛喜3年（1231年）の土御門院崩御後、文暦2年/嘉禎元年（1235年）頃には中原師員の婿となり、勢いを得ていたという。
嘉禎3年（1237年）1月24日、従四位上に昇叙。暦仁2年（1239年）1月24日、治部卿に任ぜられる。仁治元年（1241年）11月12日、嘉陽門院の御給により正四位下に昇叙。仁治3年（1242年）6月16日、復任。寛元3年（1245年）6月26日、62歳にして蔵人頭に補せられる。治部卿が蔵人頭に補せられることは極めて珍しかった。同年10月29日、従三位に叙せられる。治部卿は元の如し。寛元4年（1246年）2月23日、加賀権守を兼ねる。宝治2年（1248年）11月2日、治部卿から大蔵卿に遷る。
建長2年（1250年）1月13日、参議に任ぜられる。建長3年（1251年）1月22日、遠江権守を兼ねる。建長4年（1252年）12月4日、権中納言に任ぜられる。建長5年（1253年）4月8日、従二位に昇叙。建長6年（1254年）1月13日、権中納言を辞し、代わりに息男右少将雅言を右少弁に挙任する。正嘉元年（1257年）閏3月27日、正二位に昇叙。同年8月21日、出家。法名は蓮円。
子に大納言に至った雅言、左少将に至った親頼がいる。

## 系譜
- 父：源兼忠
- 母：不詳
- 妻：土御門院播磨局 - 高階業国[6]の娘[7]
  - 男子：源雅言
- 生母不明の子女
  - 男子：源親頼